# Peyrusse-Grande
Peyrusse-Grande (gaskognisch: Peirussa Grana) ist eine französische Gemeinde mit 149 Einwohnern (Stand: 1. Januar 2022) im Département Gers in der Region Okzitanien (vor 2016: Midi-Pyrénées). Sie gehört zum Arrondissement Auch und zum Kanton Fezensac.

## Geografie
Peyrusse-Grande liegt zwischen den Flüssen Auzoue und Douze, etwa 24 Kilometer westlich von Auch. Umgeben wird Peyrusse-Grande von den Nachbargemeinden Lupiac im Norden, Cazaux-d’Anglès im Nordosten, Callian im Osten, Bassoues im Süden, Gazax-et-Baccarisse im Südwesten, Peyrusse-Vieille im Westen sowie Saint-Pierre-d’Aubézies im Nordwesten.

## Bevölkerungsentwicklung
| Jahr                       | 1962 | 1968 | 1975 | 1982 | 1990 | 1999 | 2006 | 2013 | 2020 |
| Einwohner                  | 350  | 316  | 302  | 234  | 211  | 210  | 184  | 157  | 151  |
| Quellen: Cassini und INSEE |      |      |      |      |      |      |      |      |      |

## Sehenswürdigkeiten
- Kirche Saint-Mamet, ursprünglich aus dem 11. Jahrhundert, im 16./17. Jahrhundert umgebaut, seit 1972 Monument historique

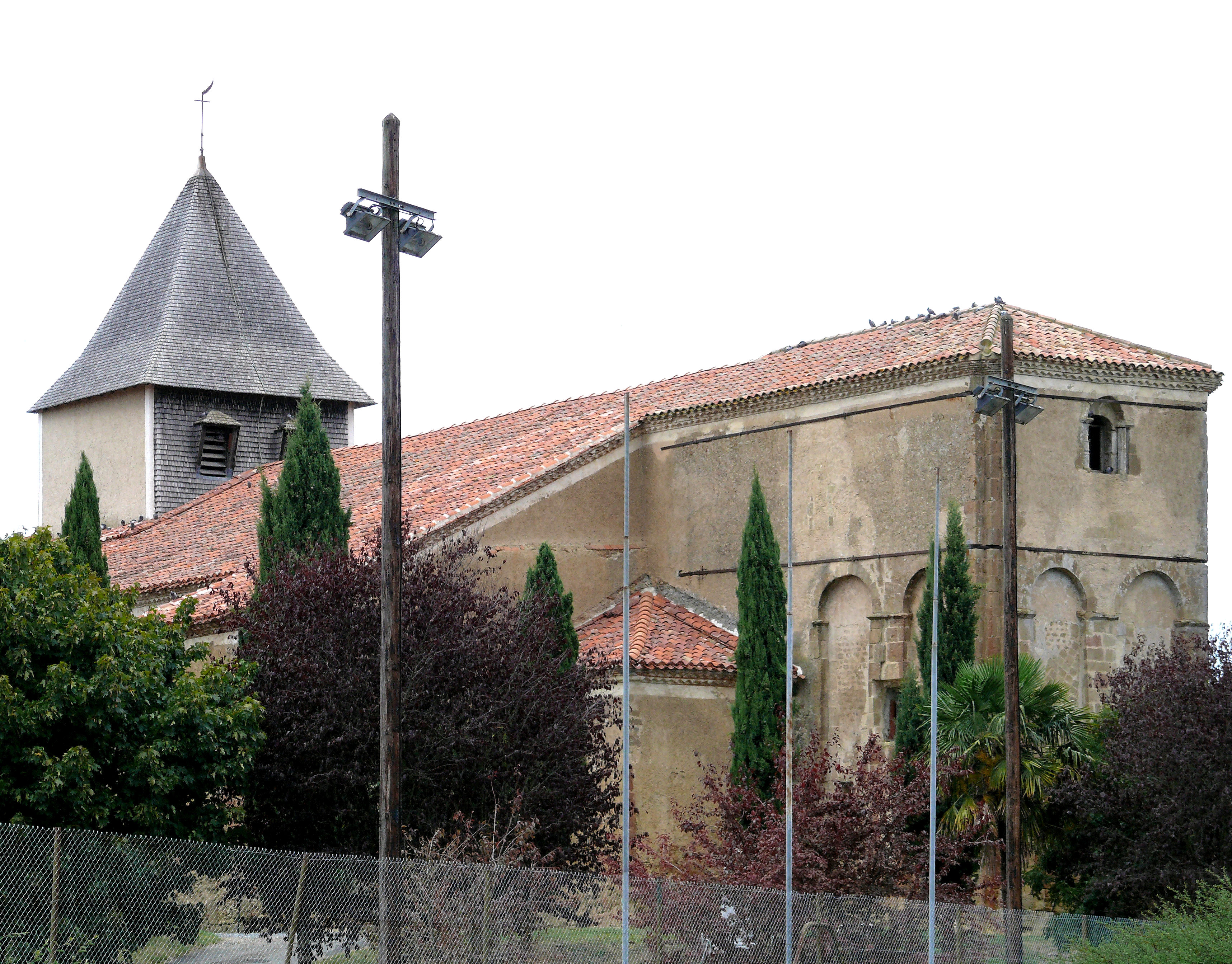
Kirche Saint-Mamet